# Salia albivia
Salia albivia là một loài bướm đêm trong họ Noctuidae.